# 獨一無二 (羅志祥專輯)
《獨一無二》是台灣歌手羅志祥的第九張大碟，第八張專輯，在2011年1月28日開始預購，並於2011年2月18日推出。
專輯的第一派台歌以及第一主打歌是《拼什麼》，在2011年1月17日派台，相比以前專輯的第一主打歌，《拼什麼》一反之前的派台風格，首次以慢歌作主打，而快歌《獨一無二 Only You》則成為第二主打。此專輯除了是2011年台灣的年度唱片銷售總冠軍，同時獲國際唱片業協會(香港會)（IFPIHK）認可，為2011年度香港地區十大暢銷國語唱片。
另外，這張專輯的日本版收錄了《獨一無二 Only You》的日語版，成為他進軍日本樂壇的首張專輯。

## 唱片版本

### 台灣
- 紳情款款版，附送美西紳仕寫真集 + TOUCH MY HEART貼心夜燈，預購版（有流水編號）發行3萬張[11]
- 花花仕界版，附送花美潮男寫真集 + ONLY FOR YOU玫瑰擴香 + 寫真筆記本[12]及擴香，預購版（有流水編號）發行3萬張[13]
- 限量正式版，附送寫真，預購版（有流水編號）發行3萬張[14]
- 正式版（平價版），附送明信片[15]
- 冠軍慶功版，兩片CD，CD2收錄《一萬零一夜》、《陪你到最後》兩首新歌，預購版（有流水編號）發行2萬5千張[2]，定於2011年3月18日發行
- 影音珍藏盤，附送1片DVD，收錄9首歌（包括《Touch My Heart》正常版及劇情版）的音樂錄影帶及寫真冊[3]

### 香港
與台灣相同。
- 香港特別版，包裝經改動，附送磁貼、明信片及海報，原定於2011年2月21日發行，曾經延期三天至2月24日發行，後來又改期為3月1日[1]

### 大陸
- 封面經改動，其他與限量正式版相同，另附送明信片

### 日本
- 日本版，增加《獨一無二 Only You（Japanese Version）》一曲及附送1片DVD。DVD內容為影音珍藏盤所收錄的九首音樂錄影帶及新加入的日本電視廣告[4]

## 曲目

### 所有版本皆有
| 曲序 | 曲名                 | 曲                                                      | 詞     | 編曲    | 附註                                                                                                |
| 01   | 獨一無二 Only You    | Evan Bogart Fraser T.Smith Andrew Wensei                | 陳鎮川 | 陳信安  | 台灣、香港、新加坡第二主打歌 原曲為《Only You》 日語原曲為《獨一無二 Only You（Japanese Version）》 |
| 02   | 美麗的誤會           | 趙賢哲（조현철）                                              | 李宗恩 | 林於賢  | 台灣第四主打歌                                                                                      |
| 03   | 拼什麼               | 徐繼宗                                                  | 姚若龍 | 洪敬堯  | 台灣、香港、新加坡第一主打歌                                                                        |
| 04   | Touch My Heart       | Banana Boat Jirud Pakinpanichkul                        | 李宗恩 | 蔡庭貴  | 台灣第三主打歌 改編自泰國歌手Film Rattapoom的《Touch My Heart》 德克士廣告曲                        |
| 05   | 舞所遁形             | Sam McCarthy Martin Olof Ankelius Esbjorn Johan Ohrwall | 陳鎮川 | 陳信安  | 原曲為《Why, When, How》                                                                            |
| 06   | 怕安靜               | 劉永輝                                                  | 馬嵩惟 |         | 台灣第六主打歌 新加坡第四主打歌                                                                     |
| 07   | 強出頭               | 金石鎮（김석진）                                              | 葛大為 | 周國儀  | |
| 08   | 忍住                 | 趙賢哲                                                  | 吳易緯 | 梯依恩  | 香港第三主打歌 原曲為《Neo Ha Na Myeon Dwae》                                                       |
| 09   | 口頭纏               | 金範洙（김범수）                                              | 葛大為 | 蔡庭貴  | 台灣第八主打歌                                                                                      |
| 10   | 愛享瘦               | 李志清                                                  | 林蔚利 | C.Jae Y | |
| 11   | 拼什麼（獨秀知音版） | 徐繼宗                                                  | 姚若龍 | 洪敬堯  | |

### 冠軍慶功版及影音珍藏盤

#### CD1
- 與紳情款款版、花花仕界版、限量正式版、正式版及香港特別版相同

#### CD2
影音珍藏盤中，此兩首新歌，與CD1其中10首歌相同（即除《拼什麼（獨秀知音版）》）合併收錄於一片CD中
| 曲序      | 曲名       | 曲     | 詞     | 編曲   | 附註                                                                         |
| 01 （11） | 一萬零一夜 | 陳信安 | 吳易緯 | 陳信安 | 台灣第五主打歌 新加坡第三主打歌 《舞法舞天》演唱會安可場《一萬零一夜》主題曲 |
| 02 （12） | 陪你到最後 | 劉永輝 | 羅志祥 |        | 台灣第七主打歌                                                               |

### 日本版
日本版中，此歌放在最後
| 曲序 | 曲名                                 | 曲                                       | 詞       | 編曲   | 附註                           |
| 13   | 獨一無二Only You（Japanese Version） | Even Borart Frasnr T.Smith Andrew Wensei | 仁科薰理 | 陳信安 | 國語原曲為《獨一無二Only You》 |

## 音樂錄影帶
| 歌名             | 執導   | 首播日期      | 首播頻道   | 附註         |
| ---------------- | ------ | ------------- | ---------- | ------------ |
| 拼什麼           | 張時霖 | 2011年1月18日 | 娛樂百分百 |              |
| 獨一無二Only You | 張時霖 | 2011年1月27日 | MTV        | 與王思平合作 |
| Touch My Heart   | 賴偉康 | 2011年2月15日 | MTV        | 與陳意涵合作 |
| 美麗的誤會       | 賴偉康 | 2011年2月28日 | MTV        | 與陳美里合作 |
| 一萬零一夜       | 陳奕仁 | 2011年3月9日  | Channel V  |              |
| 怕安靜           | 黃中平 | 2011年3月24日 | MTV        | 與余妮合作   |
| 陪你到最後       | ？     | 2011年4月7日  | Channel V  |              |
| 口頭纏           | ？     | 2011年5月5日  | 影音版DVD  |              |

## 榜單成績

### 台灣銷售成績
| 銷售榜單                | 首週成績 | 週數# / 計算時間           | 最佳成績 | 最佳成績銷售百分比                |
| ----------------------- | -------- | -------------------------- | -------- | --------------------------------- |
| G-Music風雲榜（華語榜） | #1       | #8 / 2011年2月18日–2月24日 | #1       | 74.6%（創下史上銷售最高的百分比） |
| G-Music風雲榜（綜合榜） | #1       | #8 / 2011年2月18日–2月24日 | #1       | 48.43%                            |
| 五大金榜                | #1       | #8 / 2011年2月18日–2月24日 | #1       | 78.8%                             |

### 日本銷售成績（日語版）
| 榜單                 | 最佳成績 | 銷售數字 | 在榜時間 |
| -------------------- | -------- | -------- | -------- |
| Oricon公信榜專輯週榜 | 34       | 2,844    | 兩週     |
| Oricon公信榜專輯月榜 |          |          |          |
| Oricon公信榜專輯年榜 |          |          |          |

### 2011 Hit Fm年度百首單曲[21]
| 歌曲             | 排名 |
| ---------------- | ---- |
| 獨一無二ONLY YOU | 8    |
| 拼什麼           | 26   |

### 第八屆KKBOX數位音樂風雲榜
- 年度百大專輯第73名

## 派台歌成績

### 台湾
| 年份 | 歌曲             | 幽浮 | Hito | MTV | Channel V     |
| 2011 | 拼什麼           | 9    | 1    | 3   | 3             |
|      | 獨一無二Only You | -    | 2    | 1   | 1（三周冠軍） |
|      | Touch My Heart   | 1    | -    | 1   | 2             |
|      | 美麗的誤會       | 2    | 1    | 4   | 1             |
|      | 一萬零一夜       | 3    | 1    | 4   | 1（二周冠軍） |
|      | 怕安靜           | 6    | 3    | 4   | 5             |
|      | 陪你到最後       | -    | -    | -   | 1             |

(*)表示仍在榜上
粗體表示冠軍歌

### 香港
| 年份 | 歌曲             | 903 | TVB     | 997             | RTHK                   |
| 2011 | 拼什麼           | -   | TVB8：1 | 國語力排行榜：1 | 全球華語歌曲排行榜：12 |
|      | 獨一無二Only You | -   | -       | 國語力排行榜：4 | 全球華語歌曲排行榜：13 |
|      | 忍住             | -   | -       | -               | -                      |

(*)表示仍在榜上
粗體表示冠軍歌

### 中國
| 年份 | 歌曲   | 9+2 |
| 2011 | 拼什麼 | 3   |

(*)表示仍在榜上
粗體表示冠軍歌

### 新加坡
| 年份 | 歌曲              | YES933 | 上榜週數 | Radio1003 | 上榜週數 |
| 2011 | 拼什麼            | 1      | 11       | 1         | 9        |
|      | 獨一無二 Only You | 1      | 9        | 1         | 9        |
|      | 一萬零一夜        | 7      | 4        | －        | －       |
|      | Touch My Heart    | －     | －       | 1         | 5        |

### 马来西亚
| 年份 | 歌曲              | 988 |
| 2011 | 獨一無二 Only You | 9   |

(*)表示仍在榜上
粗體表示冠軍歌

## 備註
1. 1 2  羅志祥 2011全新專輯 “獨一無二” (香港特別版 限量發行) （页面存档备份，存于），2011年2月15日 (二) 18:30 (UTC+8)查閱（繁體中文）
2. 1 2  獨一無二(冠軍慶功版) Five Music - 五大唱片(5大唱片) （页面存档备份，存于），2011年3月3日 (四) 16:15 (UTC+8)查閱（繁體中文）
3. 1 2  「大眾新鮮發行」5/6 羅志祥 獨一無二  影音珍藏盤 獨一無二冠軍超越! 獨家影音完整珍藏! CD+DVD 超值雙盤回饋 （页面存档备份，存于），2011年4月29日 (五) 17:00 (UTC+8)查閱（繁體中文）
4. 1 2  Only For You (ALBUM+DVD)(日本版)  鐳射唱片 - 羅志祥, Pony Canyon （页面存档备份，存于），2011年5月31日 (二) 19:50 (UTC+8)查閱（繁體中文）
5. ↑  小豬猛男泡湯山寨版 事業線亮到腹肌 （页面存档备份，存于），蘋果日報，2011年1月8日 (六) 10:00 (UTC+8)查閱（繁體中文）
6. 1 2  音樂-新貨預告- Five Music - 五大唱片 （页面存档备份，存于），2010年12月28日 (三) 09:15 (UTC+8)查閱（繁體中文）
7. 1 2  Hit Fm 全球首播 （页面存档备份，存于），2011年1月13日 (四) 21:00 (UTC+8)查閱（繁體中文）
8. ↑  羅志祥蟬聯台灣年度專輯銷量冠軍 孫燕姿獲亞軍 的存檔，存档日期2012-05-10.
9. ↑  . Play Music.   [2017-07-08]. （原始内容存档于2020-10-25）.
10. ↑  "中文維基百科內的IFPI香港唱片銷量大獎頒獎禮2011條目"
11. ↑  YESASIA : 2011最新專輯 (紳情款款版) (CD+美西紳仕寫真集+TOUCH MY HEART貼心夜燈) 鐳射唱片 - 羅志祥, 金牌大風音樂文化股份有限公司 (TW) （页面存档备份，存于），2011年1月17日 (一) 17:45 (UTC+8)查閱（繁體中文）
12. ↑  獨一無二 花花仕界版:CD+花美潮男寫真集+ONLY FOR YOU玫瑰擴香+寫真筆記本 > 羅志祥 > 佳佳唱片行 （页面存档备份，存于），2011年1月19日 (四) 01:55 (UTC+8)查閱
13. ↑  YESASIA : 2011最新專輯 (花花仕界版) (CD+寫真+玫瑰擴香) 鐳射唱片 - 羅志祥, 金牌大風音樂文化股份有限公司 (TW) （页面存档备份，存于），2011年1月17日 (一) 17:45 (UTC+8)查閱（繁體中文）
14. ↑  YESASIA : 獨一無二 (限量正式版) 鐳射唱片 - 羅志祥, 金牌大風音樂文化股份有限公司 (TW)) （页面存档备份，存于），2011年1月17日 (一) 17:45 (UTC+8)查閱（繁體中文）
15. ↑  YESASIA : 獨一無二 (平價版) 鐳射唱片 - 羅志祥, 金牌大風音樂文化股份有限公司 (TW)) （页面存档备份，存于），2011年2月18日 (五) 22:15 (UTC+8)查閱（繁體中文）
16. ↑  "G-Music風雲榜（華語榜）" （页面存档备份，存于） 此連結只顯示本週成績，請在頁面搜尋2011年第8週之榜單成績
17. ↑  "G-Music風雲榜（綜合榜）" （页面存档备份，存于） 此連結只顯示本週成績，請在頁面搜尋2011年第8週之榜單成績
18. ↑  http://www.5music.com.tw/CDTop.asp?top=1&pWeek=201108&sclass=%5B%5D 五大唱片2011年第八週榜單
19. 1 2  http://www.oricon.co.jp/prof/artist/428627/products/music/923974/1/ Oricon公信榜專輯介紹
20. ↑  http://www.oricon.co.jp/rank/ja/w/2011-08-01/more/5/ Oricon公信榜專輯榜單2011年07月18日～2011年07月24日のCDアルバム週間ランキング（2011年08月1日付）
21. ↑  "2011 Hit Fm年度百首單曲- 2011年 (#1至50)" （页面存档备份，存于） HitFM聯播網. 2012年8月12日 (日) 14:05 (UTC+8)查閱

## 外部連結
- 金牌大風